# Stelechantha ziamaeana
Stelechantha ziamaeana är en måreväxtart som först beskrevs av Jacq.-fél., och fick sitt nu gällande namn av Nicolas Hallé. Stelechantha ziamaeana ingår i släktet Stelechantha och familjen måreväxter. Inga underarter finns listade i Catalogue of Life.